# Filet nerveux
Un filet nerveux est une fine ramification d'un nerf.